# Orvar Trolle
Orvar Trolle   (Malmö, 4 d'abril de 1900 - Blikstorp, 7 de març de 1971) va ser un nedador suec que va competir durant la dècada de 1920.
El 1920 va prendre part en els Jocs Olímpics d'Anvers, on va disputar dues proves del programa de natació. En els 4 x 200 metres lliures fou quart, mentre en els 100 metres masculins quedà eliminat en sèries. Quatre anys més tard, als Jocs de París, va disputar ls mateixes proves del programa de natació. En els 4 x 200 metres lliures guanyà la medalla de bronze fent equip amb Åke Borg, Arne Borg, Thor Henning, Gösta Persson i Georg Werner. En els 100 metres masculins quedà eliminat en sèries.
En el seu palmarès també destaquen tres campionats nacionals dels 100 metres (1920 a 1922) i tres més del relleu 4x100 metres lliures (1919, 1921 i 1922). Va establir el rècord nacional dels 100 metres el 1921 (1'05.4") i 1923 (1'01.6"). Entre 1923 i 1924 estudià als Estats Units.